# Agía Paraskevi Varnava
Agía Paraskevi Varnava (Agia Paraskevi Varnava) är en ort i Grekland.   Den ligger i prefekturen Nomarchía Anatolikís Attikís och regionen Attika, i den sydöstra delen av landet, 30 km nordost om huvudstaden Aten. Agía Paraskevi Varnava ligger 528 meter över havet och antalet invånare är 244.
Terrängen runt Agía Paraskevi Varnava är huvudsakligen kuperad, men åt sydväst är den platt. En vik av havet är nära Agía Paraskevi Varnava åt nordost. Runt Agía Paraskevi Varnava är det ganska tätbefolkat, med 100 invånare per kvadratkilometer. Närmaste större samhälle är Néa Erythraía, 18,1 km sydväst om Agía Paraskevi Varnava. Trakten runt Agía Paraskevi Varnava består till största delen av jordbruksmark.